# Zhoukou (köpinghuvudort i Kina, Hunan Sheng, lat 29,02, long 112,05)
Zhoukou är en köpinghuvudort i Kina. Den ligger i provinsen Hunan, i den södra delen av landet, omkring 130 kilometer nordväst om provinshuvudstaden Changsha. Antalet invånare är 31 488. Befolkningen består av 15 527 kvinnor och 15 961 män. Barn under 15 år utgör 13,0 %, vuxna 15-64 år 74 %, och äldre över 65 år 11,0 %.
Runt Zhoukou är det tätbefolkat, med 319 invånare per kvadratkilometer. Närmaste större samhälle är Hangongdu, 14,7 km nordväst om Zhoukou. Trakten runt Zhoukou består huvudsakligen av våtmarker.
Genomsnittlig årsnederbörd är 1 680 millimeter. Den regnigaste månaden är maj, med i genomsnitt 312 mm nederbörd, och den torraste är december, med 46 mm nederbörd.